# Martin Prošek
Martin Prošek (ur. 25 marca 1979 w Cieplicach) – czeski językoznawca, bohemista. 
Studiował języki czeski i angielski na Wydziale Pedagogicznym Uniwersytetu Zachodnioczeskiego w Pilźnie. Następnie kształcił się w zakresie filologii na Wydziale Filozoficznym Uniwersytetu Karola, gdzie uzyskał doktorat. 
Dawniej pracował jako adiunkt na Wydziale Pedagogicznym Uniwersytetu Zachodnioczeskiego. W 2003 roku został zatrudniony jako pracownik naukowy w Instytucie Języka Czeskiego Akademii Nauk Republiki Czeskiej. Przyczynił się m.in. do opracowania aplikacji Internetová jazyková příručka.
3 października 2016 r. został powołany na stanowisko dyrektora Instytutu Języka Czeskiego.